# Лед Бели
Хюди Уилям Ледбетър (януари 1888 – 6 декември 1949), по известен като Лед Бели (на английски: Lead Belly или Leadbelly) е американски музикант, роден в Луизиана, но израства в съседния щат Тексас.
Баща му Уес Ледбетър работел като изполичар при чернокож собственик, а по-късно си купува собствена земя. Цялото детство и младежките години на Хюди преминават в отглеждане на памук и в селски забавления. Към 20-ата си година той вече си е спечелил славата на пияница, женкар и скандалджия, която ще го преследва до края на живота му. И когато едно момиче забременява за втори път от него, без отношенията им да бъдат оформени според изискванията на закона, възмутеното общество го отлъчва.
Първоначалният му импулс бил да се отправи към Шривпорт, където живее като съвсем малък, и да отиде на прословутата Фанин стрийт. Многобройните танцови салони, публични домове и пансиони превръщат тази улица в място за денонощно развлечение на черното население от града. Именно през този период в репертоара си на певец-импровизатор Хюди включва и блусове. Това, което е свирел дотогава, било съвсем подходящо за обедите и селските танци около езерото Кадо, но скитниците и буйните клиенти на Шривпорт предпочитали по-тежка и по-агресивна музика.
От Шривпорт Лед Бели започва да пътува из Луизиана и Тексас и особено в Далас. Понякога работи като фермер или на дигите, свири на китара, акордеон, пиано и дори хармоника. Жени се и заживява като изполичар, но свободолюбивият му нрав и привлекателността на развлеченията се оказват по-силни и той отново се завръща към любимите си места – многобройните кръчми, ресторанти, танцови салони и нощни клубове, където музикантите печелят добре.
Лед Бели прекарва много години в затворническите наказателни лагери в Тексас и Луизиана – затварян винаги за насилие и нападения. Там го откриват фолклористите Джон Ломакс и Алън Ломакс. Обявяват го за жива съкровищница на една отминаваща народна култура; песните му се записват и издават; той свири в концертни зали и клубове и в продължение на много години е смятан за типичен блус-певец.